# Bateria Qolla l-Bajda
Bateria Qolla l-Bajda (malt. Batterija tal-Qolla l-Bajda lub Fortina tal-Qolla l-Bajda), (ang. Qolla l-Bajda Battery) jest to bateria artyleryjska w Żebbuġ na Gozo, Malta. Została zbudowana przez Zakon Rycerzy Joannitów w latach 1715–1716, jako jedna z serii fortyfikacji nadbrzeżnych dokoła Wysp Maltańskich. Bateria zachowała swój oryginalny wygląd do późnych lat 70. XX wieku, kiedy to została przekształcona w dyskotekę i snack bar, znany jako Wieża. Bateria została wówczas mocno zmodyfikowana. Aktualnie budynek jest opuszczony i w stanie zaniedbanym, będąc w samym centrum prawnej batalii pomiędzy rządem, a firmą prywatną.
Bateria Qolla l-Bajda jest jedną z dwóch baterii, które przetrwały na Gozo, drugą z nich jest bateria św. Antoniego w Qala. Bateria umiejscowiona jest niedaleko najbardziej na północ wysuniętego miejsca na wyspie – Reqqa Point, i jako taka, jest najdalej na północ wysuniętą fortyfikacją Wysp Maltańskich. Bateria jest znana pod kilkoma innymi nazwami, jak Bateria Xwejni (malt. Batterija tax-Xwejni, ang. Xwejni Battery), Bateria Qbajjar (malt. Batterija tal-Qbajjar, ang. Qbajjar Battery), czy też Castello.

## Historia

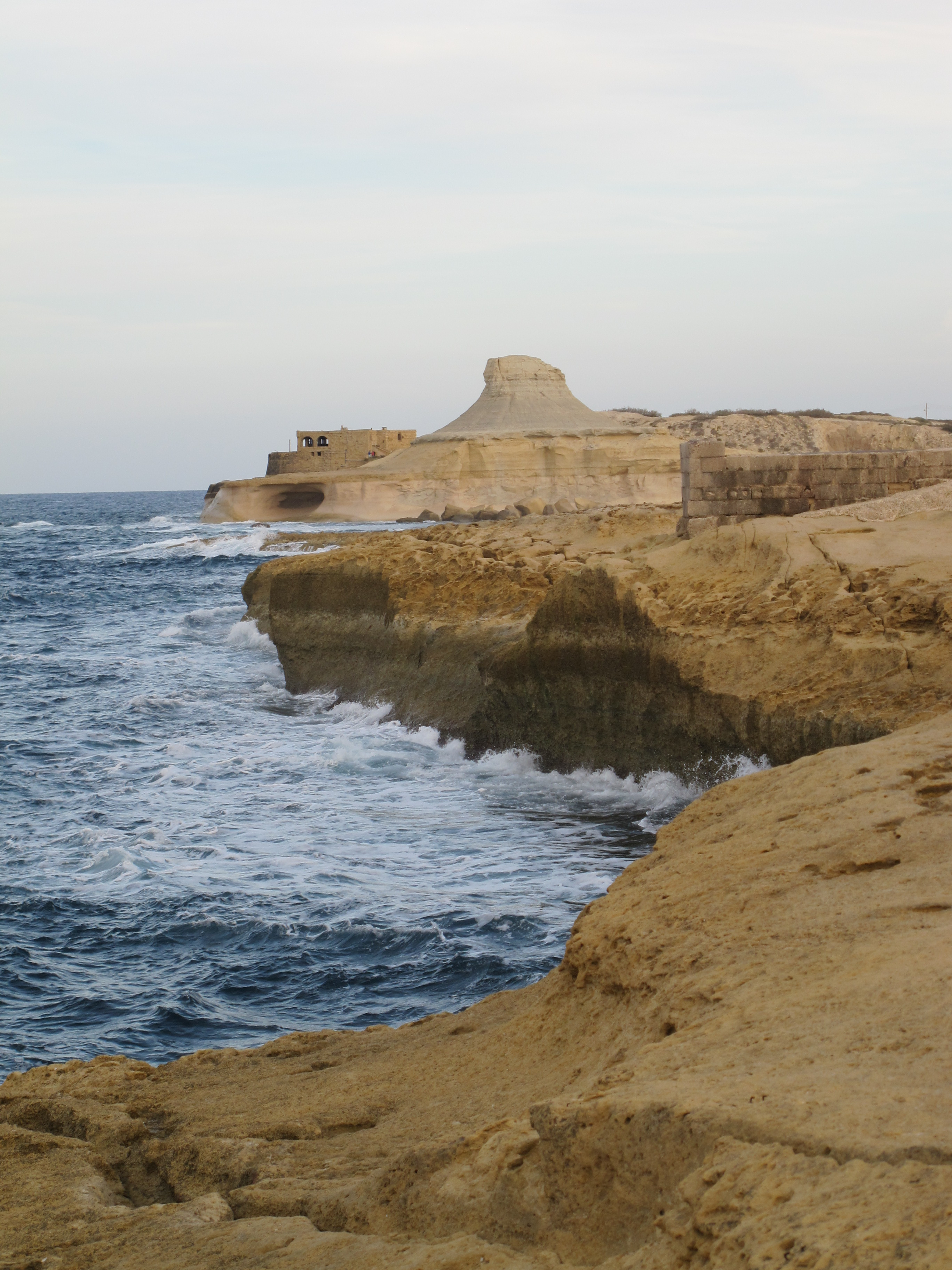
Pagór Qolla l-Bajda, z baterią w tle (po lewej).

Bateria Qolla l-Bajda została zbudowana przez Zakon Joannitów w roku 1716 na skrawku lądu pomiędzy zatokami Xwejni i Il-Qbajjar. Została nazwana od pobliskiego pagóra, znanego jako Qolla l-Bajda (Biały Pagór). Budynek baterii został zaprojektowany przez inżynierów wojskowych Jacques’a de Camus d’Arginy i Bernarda de Fontet.
Bateria jest jedyną zachowaną częścią łańcucha fortyfikacji, osłaniających Marsalforn i pobliskie zatoki przed tureckimi i berberyjskimi atakami. Pozostałe wieże, baterie, reduty i umocnienia zostały zburzone lub rozebrane.

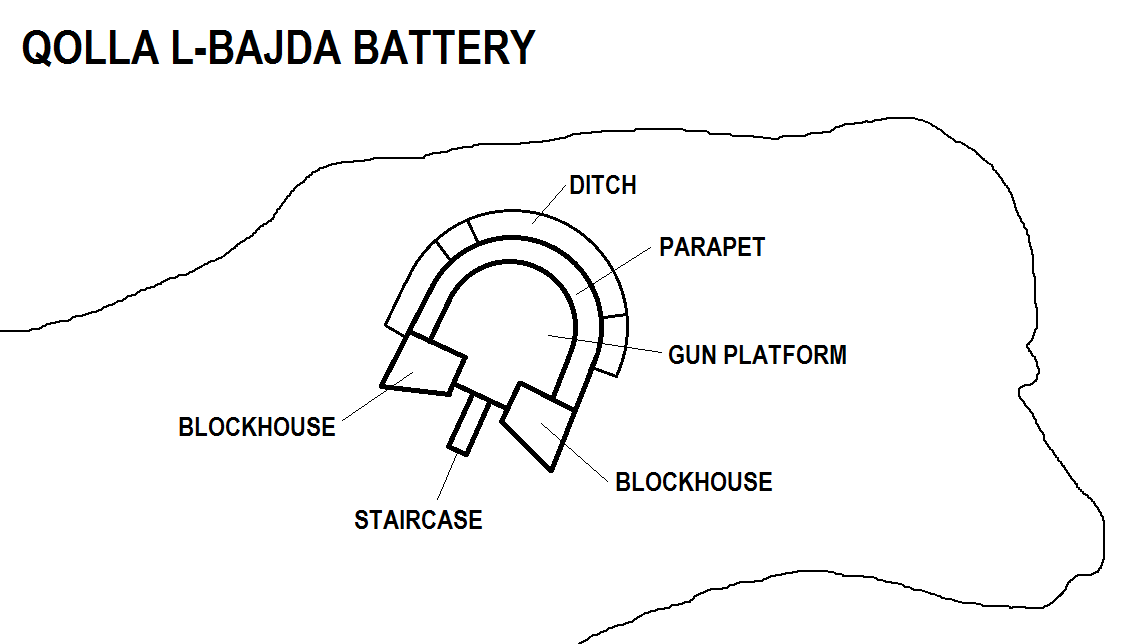
Plan baterii Qolla l-Bajda w oryginalnej konfiguracji

Bateria składa się z półokrągłej platformy artyleryjskiej, otoczonej przez mur osłonowy (parapet) z sześcioma strzelnicami, oraz dwóch blokhauzów, połączonych murem. Blokhauzy mają otwory strzelnicze dla muszkieterów, mających osłaniać baterię od strony lądu. Do bramy baterii wiedzie rampa schodowa, ulokowana między budynkami. Bateria, od strony morza, chroniona jest dodatkowo przez niewielki rów. Obok znajdują się baseny solankowe.
Bateria była pierwotnie uzbrojona w sześć dział, lecz w roku 1770 jej uzbrojenie stanowiły cztery działa 6-funtowe, 276 kul okrągłych oraz 60 kartaczy.
Bateria została opuszczona w XIX wieku, podczas II wojny światowej była używana jako Posterunek Obserwacyjny Nr 5 (Observation Post No. 5).

## Historia najnowsza
W roku 1978, rząd oddał w leasing baterię Francisowi Vella, ten zaś przekształcił ją w klub nocny z dyskoteką oraz snack bar. Zbudowano wówczas na platformie artyleryjskiej dodatkowe pomieszczenia, wejście zostało powiększone, a rampa, wiodąca do baterii, zastąpiona została schodami. W roku 1981 emfiteuza została przeniesiona na firmę Rook Limited. W lutym 2003 roku wygasła umowa leasingu, lecz firma wciąż zajmowała baterię. Następnie budynek został porzucony i zaniedbany. Teren wokół baterii, włączając w to baseny solankowe, jest również zaniedbany.
NGO Din l-Art Ħelwa poprosiła o zgodę na przejęcie baterii i odrestaurowanie jej. W odpowiedzi, Kuratorium Dziedzictwa Kulturowego (Superintendence of Cultural Heritage) złożyło wniosek do Departamentu Ziemskiego (Land Department), który w roku 2007 wydał nakaz eksmisji Rook Ltd. Od tego czasu bateria jest w centrum prawnej batalii między rządem a firmą.
Bateria była kilkakrotnie niszczona przez wandali, w roku 2013 zniszczono jej fasadę malując graffiti. Zostało ono usunięte.